# ويليام ديون
ويليام ديون هو لاعب كرة القدم الكندية كندي، ولد في 18 ديسمبر 1987 في درومونفيل في كندا.

## وصلات خارجية
- ويليام ديون على موقع الاتحاد الدولي للكرلنغ (الإنجليزية)